# محمود الجوهري
محمود الجوهري (20 فبراير 1938 - 3 سبتمبر 2012)، لاعب كرة قدم ومدرب مصري راحل، يعد احد أهم المدربين في تاريخ كرة القدم المصرية. أوصل منتخب مصر بالتأهل لكأس العالم 1990 في إيطاليا. أيضا فاز بالأمم الأفريقية لاعبا حيث حصل على الكأس مع منتخب مصر عام 1957 و1959م وكان هداف البطولة.
أسس عام 1990 نظام الاحتراف في مصر، وشجع بعض اللاعبين المصريين على خوض تجربة الاحتراف في أوروبا وعلى رأسهم هاني رمزي وأحمد حسن وغيرهم، وعلى الرغم من اعتراف الجوهري بعد ذلك بأن نظام الاحتراف في مصر لا يزال قاصرا، فإنه أكد أن الإيجابيات موجودة، أبرزها أن اللاعب بات يبذل قصارى جهده ليستطيع الانتقال إلى ناد أفضل وأنه قنن حركة اللاعبين إلى أوروبا بدلا من انتقال المواهب مجانا دون استفادة الأندية منهم.
يعد الجوهري صاحب أشهر هتاف عرفته الكرة المصرية في تاريخها وهو شعار «جوهري- جوهري» الذي هز القاهرة عقب تأهل مصر لنهائيات كأس العالم 1990 في إيطاليا،

## حياته
بدأ حياته الكروية كلاعب بالفريق الأول في نادي الأهلي وهو لم يتجاوز السابعة عشرة من عمره وكان ذلك مابين (1955 _1964) وحقق ستة بطولات للدوري العام وثلاث بطولات لكأس مصر وبطولة واحدة في دوري القاهرة وبطولة كأس الجمهورية العربية المتحدة. كما شارك ضمن المنتخب المصري في أولمبياد روما 1960. الفوز كأس أمم إفريقيا 1959. وهداف كأس أمم إفريقيا، لعب 25 مباراة دولية مع المنتخب المصري 25 مباراة دولية قبل الإصابة والاعتزال 
كان ضابطاً في الجيش المصري وشارك في حرب أكتوبر عام 1973م عندما كان برتبة مقدم، وخرج من الخدمة برتبة عميد في سلاح الإشارة.

### التدريب في مصر
اعتزل مبكراً بسبب إصابة رباط صليبي تعرض لها في ركبته فاتجه إلى التدريب، عمل مدربا لفريق النادي الأهلي المصري في بداية الثمانينات من القرن العشرين ونجح في الفوز بأول بطولة أفريقية في تاريخ الأهلي المصري وهي دوري أبطال أفريقيا عام 1982 ثم تولى تدريب المنتخب المصري في سبتمبر عام 1988م واستطاع الوصول به إلى كأس العالم 1990م لثاني مرة في تاريخه بعد المرة الأولى عام 1934 وتعادل المنتخب المصري مع هولندا 1 / 1 في أولى مبارياته في المونديال كما تعادل مع إيرلندا من دون أهداف وخسر بهدف واحد أمام إنجلترا وخرج من الدور الأول.
فازت مصر تحت قيادته بلقب بطولة أمم أفريقيا عام 1998م والتي أقيمت في بوركينا فاسو وتغلب في النهائي على منتخب جنوب أفريقيا لكرة القدم بهدفين نظيفين، وهو أول مدرب يفوز بالأمم الأفريقية لاعباً ومدرباً حيث حصل على الكأس مع منتخب مصر عام 1957 و1959م وكان هداف البطولة.
و يعد الجوهري من أبرز المدربين المصريين والعرب حيث تميز باستخدام إمكانيات الفريق الذي يدربه واستثمارها لتحقيق الفوز على منافسيه في العديد من البطولات، كما قاد الجوهري المنتخب الوطني المصري للفوز بالميدالية الذهبية في دورة الألعاب العربية 1992 التي أقيمت في سوريا متغلباً على المنتخب السعودي 3 / 2 في المباراة النهائية.
وهو أول مدرب مصري يتولى تدريب فريقي الأهلي المصري والزمالك المصري في تاريخ الكرة المصرية، كما كان أول مدرب يقود فريق الأهلي للفوز ببطولة أفريقيا للأندية أبطال الدوري عام 1982م حينما تغلب على كوتوكو الغاني وعاد بالكأس، كما نجح مع الزمالك المصري في الفوز ببطولة أفريقيا للأندية أبطال الدوري عام 1993م، والفوز بكأس السوبر الأفريقي بعد أن تغلب على الأهلي المصري في جوهانسبرغ مطلع عام 1994م.

### التدريب خارج مصر
تولى الجوهري تدريب عدد من الأندية في منطقة الخليج العربي منها الأهلي السعودي واتحاد جدة، وتتلمذ علي يد الخبير الألماني كرامر الذي عمل مساعداً له في السعودية، واستفاد الجوهري من خبرته الكثير، كما تولى تدريب نادي الشارقة والوحدة في الإمارات العربية المتحدة وقاد منتخب عمان في كأس الخليج عام 1996م.
وفي عام 2002م تولى تدريب المنتخب الأردني والإشراف الفني على الكرة الأردنية وقاد المنتخب الأول للوصول إلى نهائيات كأس الأمم اللآسيوية 2004 في الصين لأول مرة في تاريخ الكرة الأردنية وصعد بالفريق إلى دور الأربعة وخرج أمام اليابان بضربات الترجيح بعد أن قام الحكم بتغيير المرمى الذي يسدد عليه الفريقان الركلات في سابقة لم تحدث من قبل وقلبت الموقف رأساً على عقب. كما حقق مع منتخب الأردن العديد من الإنجازات العربية أهمها المركز الثالث في كأس العرب في الكويت والثاني في دورة غرب آسيا. وقد توج العاهل الأردني عطاءه الكبير مع الكرة الأردنية بتكريم ملكي، حيث منحه وسام العطاء المتميز خلال استقباله له في القصر الملكي في عمان بعد أن أنهى مسيرته مع الكرة الأردنية التي وضع لها العديد من أسس التطور ليس على مستوى المنتخب الأول فقط وإنما على مستوى المنتخبات السنية والأندية أيضاً.
وما إن أنهى مهمته في الأردن وقرر اعتزال التدريب حتى اختاره مجلس إدارة اتحاد الكرة المصري مديراً فنياً للإتحاد ليضع خبرته الطويلة في التخطيط الفني للكرة المصرية، ويعتبر التخطيط لمنتخب مصر للشباب المشارك في كأس العالم مصر 2009م أول خطواته في منصبه الجديد.

## التدريب
بعد الإصابة بالرباط الصليبي المبكرة اعتزل اللعب حيث يقول الجوهري: ”اعتزالي المبكر جعلني أسعى بقوة لتحقيق ما فاتني في الملعب ومع اللاعبين الذين أدربهم”.
- درّب ناشئي نادي الأهلي، ثم عمل كمدرب مساعد في النادي
- درّب الأهلي 1982 وليحقق معه أول بطولة إفريقية في تاريخ النادي الأهلي وهي بطولة دوري أبطال أفريقيا بالعام نفسه.
- عام 1983 و 1984 حقق الجوهري مع نادي الأهلي بطولة كأس مصر.
- 1985 قام الجوهري بتدريب الشارقة الإمارتي لفترة قصيرة ثم عاد لتدريب الأهلي مرة أخرى في نفس العام.
- 1986 تدريب نادي الأهلي السعودي
- 1988 تدريب المنتخب المصري ليحقق حلم التأهل لكأس العالم 1990.[6]
- 1992 فاز بكأس العرب وهو ما عوّض خروج الفريق من الدور الأول في كأس الأمم الإفريقية في بداية العام
- استقال في يوليو تموز 1993 بعد إخفاقه في التأهل لكأس العالم 1994
- تدريب نادي الزمالك عام 1993 وأحرز معه بطولة إفريقيا للأندية، والسوبر الأفريقي الذي حصل عليه الزمالك متغلباً على النادي الأهلي وليصبح الجوهري المدرب المصري الأول الذي قام بتدريب قطبي الكرة المصرية.
- تدريب نادي الوحدة الإماراتي
- تدريب منتخب عمان.
- تدريب نادي الشارقة ونادي الوحدة الإماراتيين
- عام 1996 : قاد منتخب عمان في كأس الخليج م قبل عودته إلى مصر ليقود المنتخب مرة أخرى.
- مارس 1997 عُيّن الجوهري مدرباً لمنتخب مصر في عقب بداية متعثرة لتصفيات كأس العالم 1998 لكنه لم ينجح في التأهل.
- حقق الجوهري لقب كأس الأمم الإفريقية 1998 ليصبح أول من يفوز باللقب الأفريقي كلاعب ومدرب .
- يوليو 1999: استقال الجوهري من تدريب مصر عقب خسارة كبيرة 5-1 أمام السعودية في كأس القارات 1999 في المكسيك لكنه عاد لفترة رابعة في مارس 2000 بعد الخروج من الدور الأول في كأس الأمم الافريقية.
- 2002 : ينهي الجوهري مشواره مع منتخب مصر بعد خروجه من دور الثمانية في كأس الأمم الإفريقية وإخفاقه في الوصول لكأس العالم 2002
- 2002 - 2007 : تدريب منتخب الأردن لكرة القدم ويقوده لدور الثمانية في كأس آسيا 2004 ويستمر معه حتى عام 2007
- 2007 - 2009 : عاد إلى مصر وعمل كمستشار في الإتحاد المصري لكرة القدم.
- 2009 - 2012 : مستشار الإتحاد الأردني لكرة القدم حتى وفاته في 3 سبتمبر 2012

## حياته الخاصة

### نسبه
محمود الجوهري هو من ذرية الإمامين الحسن والحسين وسيف الله المسلول خالد بن الوليد من البطون فزوجة جده الأكبر الشيخ أحمد الجوهري الكريمي الخالدي (أمنة بنت رحمة بنت شهاب الدين أحمد الصحاف بن عبد الله الشنواني) هي من ذرية شهاب الدين أحمد بن عثمان الوفائي العراقي المدفون في جامعه في شنوان بالمنوفية. وهو من ذرية غياث الدين مطر الجد المشترك لأشراف القدس والأشراف الوفائية الحسينيين بمصر. وأحمد الجوهري هو شيخ الشافعية في مصر في عصره وهو من أحفاد خالد بن الوليد ومن ذرية الإمام الحسن من البطون. وكان أحد عالمين اختارهما عبد الرحمن كتخدا لكي يتأكدا من وجود رأس الحسين في مسجده بالقاهرة في منتصف القرن الثامن عشر الميلادي. وابناه عبد الفتاح (الجد الأكبر لمحمود الجوهري) أحد قادة ثورة القاهرة الثانية ضد الحملة الفرنسية. وأخوه محمد الجوهري هو من أقنع بونابرت بالخروج من الأزهر.

### عائلته
متزوج وله بنتان وولد واحد اسمه أحمد لم يكمل مشواره في كرة القدم بعد أن لعب لعدة سنوات في نادي هليوبوليس ولكنه اعتزل وتفرغ لعمله الخاص وله حفيد آخر اسمه كريم جميل الجوهري لعب فترة في نادي العين الإماراتي بعد اعتزالة بسبب التحاقة بكلية الهندسة بمصر.

## وفاته
بعد صراع قصير مع المرض استمر ثلاثة أيام تعرض محمود الجوهري جلطة دماغية أدت إلى نزيف حاد بالمخ يوم الخميس 30 أغسطس عام 2012 ميلادية لينقل على إثر ذلك إلى أحد المستشفيات الكبرى في العاصمة الأردنية عمان حيث أعلن الأطباء عن وفاته إكلينيكيا في صباح يوم الاثنين 3 سبتمبر عام 2012م عن عمر يناهز الرابعة والسبعين. أقيمت له جنازة عسكرية في الأردن شارك فيها الأمير علي بن الحسين ونقل إلى القاهرة في طائرة عسكرية  كما أقيمت له جنازة عسكرية مهيبة تقديراً له بأمر من محمد مرسي رئيس جمهورية مصر العربية الراحل.

## قالوا عنه
- الرئيس المصري محمد مرسي في كلمة عند وفاته: (خالص العزاء للشعب المصري في وفاة الكابتن محمود الجوهري فقيد الرياضة المصرية والعربية، تقبله الله في الصالحين، وألهم أهله الصبر والسلوان).[15]
- الأمير علي بن الحسين مارحا له: في كأس أمم أسيا 2004، كنت جالسا مع رئيس الاتحاد الياباني للكرة حيث تقيم بعثة منتخبهم وفريقا الأردن في المطعم. دخل منتخب الأردن المطعم في ذات التوقيت لتناول الغداء، وكان الجوهري منظما إلى درجة غير طبيعية.. الجهاز الفني أولا ثم اللاعبون، كل يعرف طاولته سلفا. كان منظر منتخبنا أشبه بالجيش العسكري، وقتها قال لي رئيس الاتحاد: الآن فقط سأقلق من مباراتنا معكم في دور الثمانية
- حسام وإبراهيم حسن: أعرب التوأم عن حزنهما الشديد على رحيل الجنرال “محمود الجوهري” والذي كان له فضل كبير عليهما، وقام التوأم بالسفر إلى الأردن بصحبتهما أحمد حسن فور علمهم بوفاة الجنرال.
- عبدالظاهر السقا: مصر خسرت إنساناً عظيماً فالجوهري كان يتمنى تحقيق كل ماهو جيد لمصر، ووفاته تعد خسارة كبيرة. ” الجوهري استدعاني أثناء وجودي بالدرجة الثانية مع نادي المنصورة ولولا الجوهري ماكان ظهر أسم عبد الظاهر السقا”.
- عصام الحضري: تعاملت مع الجوهري لخمس سنوات ولابد أن يعرف الجميع بأنه يحب عمله وبلده بكل ما تحمل الكلمة من معنى.
- طاهر أبو زيد: برحيل الجوهري فقدت الرياضة المصرية رمزاً كبيراً من رموزها، مشيراً إلى أنه تعامل معه منذ عام 1972 فهو إنسان مخلص وملتزم في عمله ونتج عن ذلك تحقيقه إنجازات كثيرة من التتويج بالأمم الأفريقية والوصول لكأس العالم 1990 بإيطاليا.
- حسن شحاتة: “دائما ما نهاجم الرموز ولانذكر إنجازاتهم إلا بعد رحيلهم ” .
- مجدي عبدالغني: وفاة الجوهري خسارة كبيرة للوطن العربي، فكان له بصمات مهمة في تاريخ كرة القدم المحلية والعربية والأفريقية، منها كأس الأمم الأفريقية عام 1998 .

## روابط خارجية
- محمود الجوهري على موقع قاعدة بيانات كرة القدم.إي يو (الإنجليزية)
- محمود الجوهري على موقع ناشيونال فوتبول تيمز (الإنجليزية)
- محمود الجوهري على موقع أوليمبيديا (الإنجليزية)
- بطولات محمود الجوهري كاملة وكالة اخبار Onaeg.com نسخة محفوظة 23 ديسمبر 2017 على موقع واي باك مشين.
- جنازة عسكرية للمرحوم محمد الجوهري في الاردن على يوتيوب
- قالو عن الجوهري بعد وفاتة بوابة الفجر